# John Goodricke (5e baronnet)
Pour les articles homonymes, voir Goodricke.
John Goodricke, 5e baronnet (1708–1789), est un diplomate et homme politique britannique qui siège à la Chambre des communes entre 1774 et 1789. 

## Jeunesse
Il est le fils de Henry Goodricke, 4e baronnet de Ribston Hall et de sa femme Mary Jenkyns, fille de Tobias Jenkyns de Grimston et est né le 20 mai 1708 . En 1725, il entre au Trinity College de Cambridge. Il épouse Mary Benson, fille illégitime de Robert Benson (1er baron Bingley) le 28 septembre 1731. Il succède à son père comme baronnet le 21 juillet 1738. 

## Carrière diplomatique
Goodricke devient diplomate. Il est nommé résident à la cour de Bruxelles en 1750 bien qu'il n'y soit pas allé. En 1758, il est nommé ambassadeur en Suède, mais reste à Copenhague jusqu'à son admission en Suède en avril 1764, et y reste de 1764 à 1773. Il renonce à sa fonction à Stockholm en 1773 quand il hérite d'un intérêt à vie dans le domaine de Bramham Park du beau-frère de sa femme George Fox Lane. 

## Carrière politique
Lors de l'Élections générales britanniques de 1774, il est élu député de Pontefract mais ne se présente pas en 1780. Lors d'une élection partielle en 1787, il est élu député de Ripon, poste qu'il conserve jusqu'à sa mort en 1789. 

## Victime de fraude
Peu avant sa mort, Goodricke est victime d'une transaction frauduleuse à la Hoare's Bank. Un jeune homme présente une lettre de change signée « J Goodricke ». Le commis est méfiant, mais le tireur est familier et on pense que la signature de Goodricke pouvait avoir été affectée par la goutte. Par la suite, le document s'est avéré être un faux et entre-temps, un couple a ouvert un compte en utilisant l'argent dans une autre banque. Lorsqu'une femme arrive à cette banque avec une traite sur le nouveau compte, elle est arrêtée et son partenaire est découvert par les Coureurs de Bow Street dans une voiture d'attente. Le jeune homme est rapidement traduit devant le magistrat de Bow Street, mais Goodricke est surpris de découvrir qu'il est le fils d'un de ses jardiniers dans le Yorkshire pour lequel il a obtenu un poste à India House et donné une somme d'argent. Le criminel devient fou et est mort dans la Prison de Newgate en attendant son procès le 2 août 1789.

## Héritage
Goodricke est décédé le 3 août 1789, juste après le criminel qui tente de le tromper. Il a un fils et deux filles. Son fils Henry est député de Lymington, mais le précède dans la tombe. Son petit-fils Henry lui succède comme baronnet. 